# Чари (Сењица)
Чари (слч. Čáry) насељено је мјесто са административним статусом сеоске општине (слч. obec) у округу Сењица, у Трнавском крају, Словачка Република.

## Становништво
| Година:    | 1994. | 2004.   | 2014.   | 2024.   |
| ---------- | ----- | ------- | ------- | ------- |
| Број људи: | 1184  | 1251    | 1290    | 1279    |
| Разлика:   |       | +5,65 % | +3,11 % | -0,85 % |

| Година:    | 2023. | 2024.   |
| ---------- | ----- | ------- |
| Број људи: | 1277  | 1279    |
| Разлика:   |       | +0,15 % |

Према подацима о броју становника из 2024. године насеље је имало 1279 становника.